# جاك ميرفي (سياسي)
جاك ميرفي (بالإنجليزية: Jack Murphy)‏ هو نجار وسياسي أيرلندي، ولد في 1920 في دبلن في جمهورية أيرلندا، وتوفي في 11 يوليو 1984. في الانتخابات العمومية الإيرلندية 1957 ‏، انتخب نائب دييل عن دائرة دبلن الجنوبية المركزية ‏ وقد انضم خلال فترته النيابية ‏ (20 مارس 1957 – 13 مايو 1958)  للكتلة البرلمانية مستقل.